# تومي كاربيري
تومي كاربيري (بالإنجليزية: Tommy Carberry)‏ هو فارس أيرلندي، ولد في 15 سبتمبر 1941، وتوفي في 12 يوليو 2017.